# Verticale compositie
Verticale compositie is een artistiek kunstwerk in Amsterdam-Zuid.
Het abstracte beeld is gemaakt door Henk Zweerus in 1960 en staat in het plantsoen van het Valeriusplein in Amsterdam. Zweerus goot bij dit beeld voor het eerst sierbeton in een mal, zodat het het model kreeg van een aantal gestapelde betonblokken van verschillende afmetingen. Om het beeld blijvend wit te houden werd vulgrind van lichte kleur gekozen. Het is de tegenhanger van Horizontale compositie dat staat in het Leidsebosje; daar kwam gewoon hakwerk aan te pas.

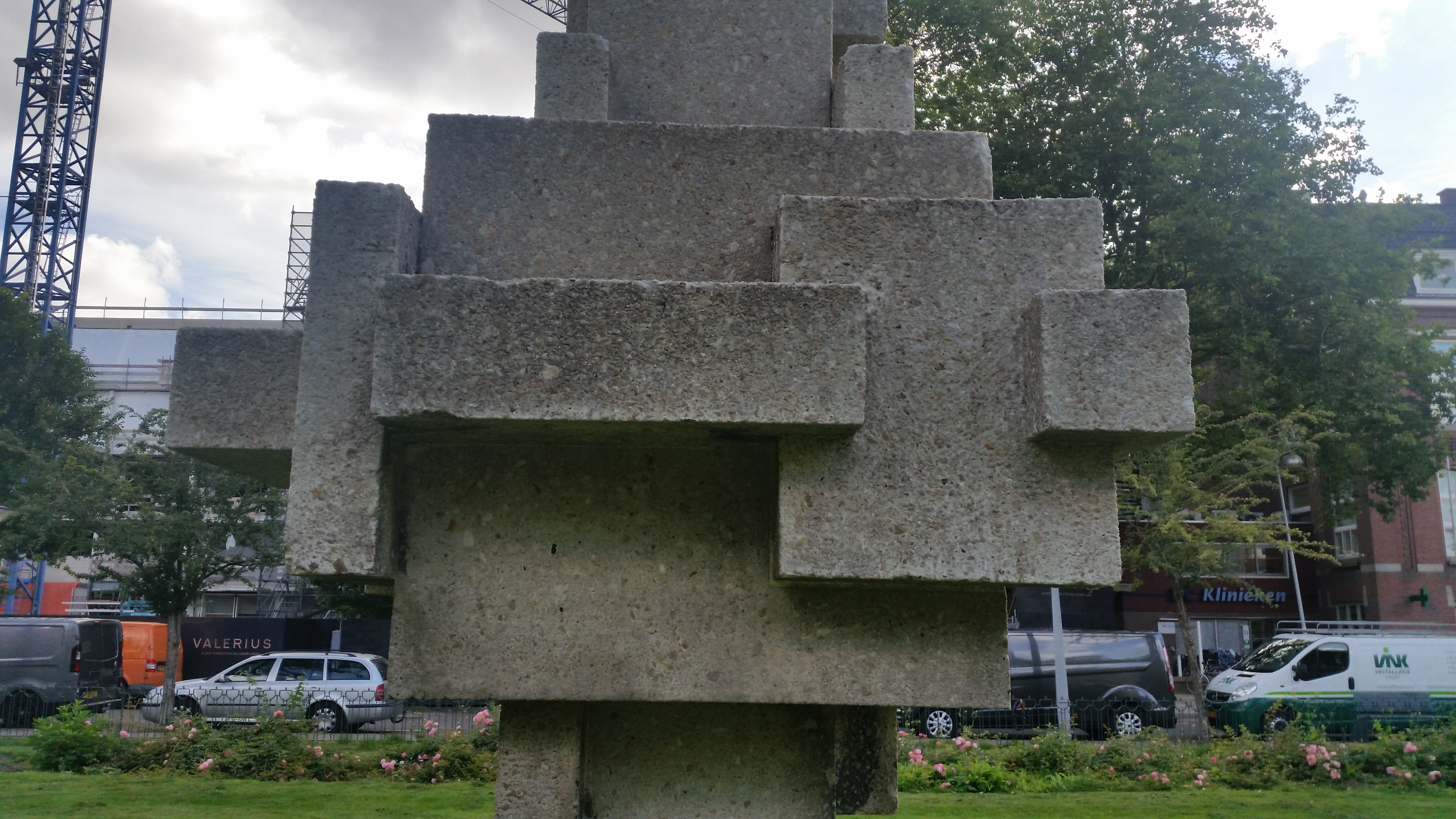
Middenstuk van Verticale compositie (juli 2020)